# Gabriel Foser
Gabriel Foser (* 2. September 2002 in Vaduz) ist ein liechtensteinischer Fussballtorhüter.

## Karriere

### Vereine
Foser begann seine Laufbahn beim FC Balzers. Später wechselte er zum FC Vaduz, bei dem er schliesslich im Sommer 2022 einen Profivertrag erhielt. Im Anschluss gehörte er als Ersatztorhüter dem Profikader an und kam am letzten Spieltag der Saison am 27. Mai 2023 beim 6:1-Sieg gegen Neuchâtel Xamax zu seinem Debüt in der Challenge League. 2023 und 2024 gewann er mit der Mannschaft jeweils den Liechtensteiner Cup. Für mehr Spielpraxis wurde Foser im Sommer 2024 an den USV Eschen-Mauren verliehen, der in der viertklassigen Schweizer 1. Liga antritt.

### Nationalmannschaften
Foser spielte zwischen 2017 und 2018 achtmal für die liechtensteinische U17-Auswahl. Im Juni 2021 debütierte er in der U21-Nationalmannschaft und absolvierte dort bis März 2022 vier Spiele. Bereits im November 2020 gehörte er zudem erstmals bei zwei Spielen der liechtensteinischen A-Nationalmannschaft an, ohne dort zum Einsatz zu kommen. Seitdem stand er dort regelmässig als Ersatztorhüter im Kader, ohne bislang ein Länderspiel zu bestreiten.